# William Worcester
William Worcester o William of Worcester (c. 1415-c. 1482) fue un cronista y anticuario inglés.

## Biografía
Era un hijo de otro William de Worcester, un ciudadano de Brístol, y también solían llamarlo William Botoner, su madre era hija de Thomas Botoner de Cataluña.
Worcester fue educado en Oxford y se convirtió en secretario de Sir John Fastolf. Cuando este murió en 1459 en la ciudad de Worcester, encontró que no había legado nada, a pesar de que era uno de sus albacea testamentarios y, disputa con uno de sus colegas, Sir William Yelverton, la validez del testamento. Sin embargo, hicieron un acuerdo amistoso y Worcester obtuvo algunas tierras cerca de Norwich y en Southwark. Él murió aproximadamente 1482. 

### Obras
Worcester hizo varios viajes por Inglaterra, y su Itinerarium contiene mucha información acerca de ellos. Su estudio sobre Brístol es de valor para los anticuarios. Algunas partes de la obra fueron impresos por James Naismith en 1778; y la parte relativa a Bristol fue publicada por James Dallaway bajo el título William Wyrcestre Redivivus en 1823 y reimpreso en su Antiquities of Bristowe en 1834. Una edición académica moderna y la traducción, editada por John Harvey, se publicó como ' Itineraries of William Worcestre en 1969.
Worcester también escribió los Annales rerum Anglicarum, una obra de valor para la historia inglesa bajo Enrique VI. Este fue publicado por Thomas Hearne en 1728, y por Joseph Stevenson para la Rolls series con su Letters and Papers illustrative of the Wars of the English in France during the Reign of Henry VI (1864). Stevenson también editó colecciones de documentos realizados por Worcester respecto a las guerras guerras del inglés en Francia y Normandía.